# Bamali jezik
Bamali jezik (chopechop, ngoobechop; ISO 639-3: bbq), nigersko-kongoanski jezik podskupine nun, šire skupine mbam-nkam, kojim govori 10 800 ljudi (2008) u kamerunskoj provinciji Northwest.
Srodan je jezicima Bafanji [bfj], Bamenyam [bce], Bambalang [bmo] i Bangolan [bgj].

## Vanjske poveznice
- Ethnologue (14th)
- Ethnologue (15th)